# Aleksander Świętochowski

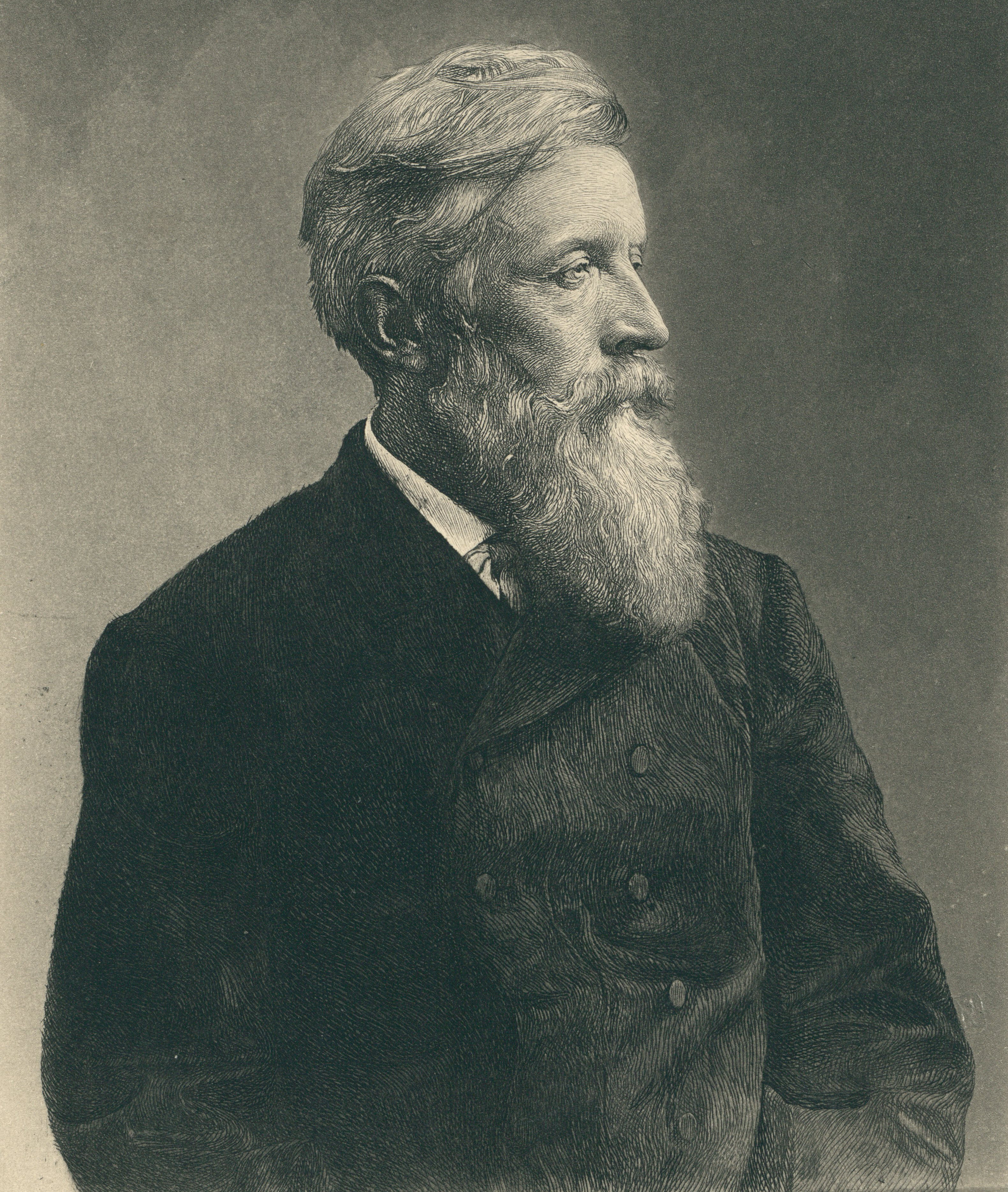
Aleksander Świętochowski

Aleksander Świętochowski, född 18 januari 1849 i Stoczek Łukowski, död 25 april 1938 i Gołotczyzna, var en polsk författare. 
Świętochowski blev 1876 i Leipzig filosofie doktor på avhandlingen Ein Versuch die Entstehung der Moralgesetze zu Erklären och uppsatte 1881 veckotidskriften "Prawda" (Sanningen), i vilken han utvecklade sitt positivistiska program (tryckt i bokform 1899 med titeln Prawda). 
Świętochowski författade även många dramer, däribland Niewinni (De oskyldiga, 1876), Ojciec Makary (Fader Makary) och Antea (1879) samt en novellsamling O žycie (Om livet, 1879). Hans skrifter uppvisar tankedjup och idérikedom med aristokratiskt krav på individuell frihet, men hans typer är abstrakta och lämpa sig föga för scenen. Hans samlade verk utkom 1896–1900 i sju delar.